# Johann Peter Salomon
Johann Peter Salomon (Bonn, 20 febbraio 1745 – Londra, 28 novembre 1815) è stato un violinista e compositore tedesco.

## Biografia
Nacque a Bonn, nella casa che poi divenne il luogo di nascita di Beethoven.
Fu primo violino e direttore d'orchestra presso la corte del principe Enrico, fratello di Federico II di Prussia.
Si trasferì poi a Londra nei primi anni 1780, e vi rimase fino alla morte, dove lavorò come compositore e violinista in un quartetto d'archi.
La storia della musica tuttavia lo ricorda maggiormente come uno dei più famosi impresari musicali, attivissimo a Londra, dove si stabilì definitivamente, alla fine di XVIII secolo, e organizzava importanti eventi concertistici. Riuscì a portare Franz Joseph Haydn a Londra nel 1791-1792 e di nuovo nel 1794-1795. In questa occasione, Haydn scrisse le sue ultime sinfonie numerate 93-104, chiamate sinfonie londinesi, e un Sinfonia concertante in risposta al suo allievo, diventato suo concorrente, Ignaz Pleyel.
Molti contemporanei di Haydn videro le loro opere eseguite in questi "concerti di Salomon": Jan Ladislav Dussek, Adalbert Gyrowetz, Leopold Kozeluch, Václav Pichl, Antonio Rosetti, Muzio Clementi e Franz Anton Hoffmeister principalmente.
Secondo Franz Xaver Wolfgang Mozart, fu Solomon a dare il soprannome Jupiter alla Sinfonia n. 41 di Mozart.
Come compositore scrisse 5 melodrammi, 1 oratorio, 3 concerti per violino, poco meno di una decina di sinfonie, una dozzina di sonate per violino e per strumenti vari, e alcune piccole pagine vocali da camera (lieder, canzonette ecc.).